# Liste der Kulturdenkmale in der Gesamtanlage Altstadt Tübingen (L–Z)
Diese Liste enthält die Kulturdenkmale in der Gesamtanlage Altstadt Tübingen der Straßen von L–Z.
Die gesamte Altstadt Tübingens steht als Gesamtanlage unter Schutz. Aufgrund der Größe der Gesamtanlage ist die Liste aufgeteilt. Die weiteren Teile finden sich in der Liste der Kulturdenkmale in der Gesamtanlage Altstadt Tübingen (A–K).
| Bild           | Bezeichnung                                                                            | Lage                                                   | Datierung                               | Beschreibung                | ID |
| -------------- | -------------------------------------------------------------------------------------- | ------------------------------------------------------ | --------------------------------------- | --------------------------- | -- |
|                | Wohnhaus mit Ladeneinbau Lange Gasse 1                                                 | Tübingen, Lange Gasse 1 (Karte)                        | 1716                                    | Geschützt nach § 2 DSchG    |    |
| Weitere Bilder | Wohnhaus mit Ladeneinbau, ehem. Druckerei und Verlagshaus Lange Gasse 2                | Tübingen, Lange Gasse 2 (Karte)                        | um 1600                                 |                             |    |
| Weitere Bilder | Wohnhaus mit Ladeneinbau, ehem. Diakonatshaus Lange Gasse 3                            | Tübingen, Lange Gasse 3 (Karte)                        | 16. Jahrhundert                         | Geschützt nach § 2 DSchG    |    |
| Weitere Bilder | Gaststätte „Zum Stern“, ehem. Diakonatshaus Lange Gasse 4                              | Tübingen, Lange Gasse 4 (Karte)                        | frühes 16. Jahrhundert                  | Geschützt nach § 2 DSchG    |    |
|                | Wohnhaus mit Ladeneinbau Lange Gasse 5                                                 | Tübingen, Lange Gasse 5 (Karte)                        | im Kern 1. Hälfte 17. Jahrhundert       | Erhaltenswertes Gebäude     |    |
| Weitere Bilder | Wohn- und Geschäftshaus, sog. Vinum, ehem. Studentenheim Lange Gasse 6                 | Tübingen, Lange Gasse 6 (Karte)                        | 15. Jahrhundert                         | Geschützt nach § 2 DSchG    |    |
|                | Wohn- und Geschäftshäuser Lange Gasse 7 bis 11                                         | Tübingen, Lange Gasse 7 bis 11 (Karte)                 | 1604                                    | Erhaltenswertes Gebäude     |    |
| Weitere Bilder | Wohnhaus mit Gaststätte, sog. „Collegium“ Lange Gasse 8                                | Tübingen, Lange Gasse 8 (Karte)                        | um 1500                                 | Geschützt nach § 2 DSchG    |    |
|                | Wohnhaus mit Ladeneinbau Lange Gasse 10                                                | Tübingen, Lange Gasse 10 (Karte)                       | 16. Jahrhundert                         | Geschützt nach § 2 DSchG    |    |
|                | Wohnhaus mit Ladeneinbau Lange Gasse 12                                                | Tübingen, Lange Gasse 12 (Karte)                       | 16. Jahrhundert                         | Erhaltenswertes Gebäude     |    |
|                | Wohnhaus mit Ladeneinbau Lange Gasse 14                                                | Tübingen, Lange Gasse 14 (Karte)                       | im Kern 16. Jahrhundert                 | Erhaltenswertes Gebäude     |    |
|                | Wohn- und Geschäftshaus, ehem. Neue Kaplanei Lange Gasse 16                            | Tübingen, Lange Gasse 16 (Karte)                       | 16. Jahrhundert                         | Geschützt nach § 2 DSchG    |    |
| Weitere Bilder | Wohnhaus mit Galerie, ehem. Metzig (Schindhaus) Lange Gasse 18                         | Tübingen, Lange Gasse 18 (Karte)                       | 1511                                    | Geschützt nach § 2 DSchG    |    |
|                | Wohnhaus mit Ladeneinbau Lange Gasse 19                                                | Tübingen, Lange Gasse 19 (Karte)                       | im Kern 17. Jahrhundert                 | Erhaltenswertes Gebäude     |    |
| Weitere Bilder | Wohnhaus mit Galerie, ehem. zum Schlachthaus gehörig Lange Gasse 20                    | Tübingen, Lange Gasse 20 (Karte)                       | 1511                                    | Geschützt nach § 2 DSchG    |    |
| Weitere Bilder | Wohnhaus mit Ladeneinbau Lange Gasse 22                                                | Tübingen, Lange Gasse 22 (Karte)                       | im Kern 17. Jahrhundert                 | Erhaltenswertes Gebäude     |    |
|                | Wohnhaus mit Ladenein und -anbau Lange Gasse 24                                        | Tübingen, Lange Gasse 24 (Karte)                       | nach 1644                               | Erhaltenswertes Gebäude     |    |
|                | Wohn- und Geschäftshaus, ehem. herrschaftl. Bauhof und Stall Lange Gasse 25            | Tübingen, Lange Gasse 25 (Karte)                       | frühes 16. Jahrhundert                  | Erhaltenswertes Gebäude     |    |
|                | Wohnhaus mit Ladeneinbau Lange Gasse 26                                                | Tübingen, Lange Gasse 26 (Karte)                       | vor 1500                                | Geschützt nach § 2 DSchG    |    |
| Weitere Bilder | Wohn- und Geschäftshaus Lange Gasse 27                                                 | Tübingen, Lange Gasse 27 (Karte)                       | kurz nach 1900                          | Erhaltenswertes Gebäude     |    |
| Weitere Bilder | Wohn- und Geschäftshaus Lange Gasse 29 und 31                                          | Tübingen, Lange Gasse 29 und 31 (Karte)                | Anfang des 20. Jahrhunderts             | Erhaltenswertes Gebäude     |    |
| Weitere Bilder | Wohnhaus Lange Gasse 32                                                                | Tübingen, Lange Gasse 32 (Karte)                       | im Kern spätmittelalterlich             | Geschützt nach § 2 DSchG    |    |
| Weitere Bilder | Wohnhaus mit Ladeneinbau Lange Gasse 36                                                | Tübingen, Lange Gasse 36 (Karte)                       | im Kern vielleicht noch 15. Jahrhundert | Erhaltenswertes Gebäude     |    |
|                | Wohnhaus mit Ladeneinbau Lange Gasse 38                                                | Tübingen, Lange Gasse 38 (Karte)                       | 16./17. Jahrhundert                     | Erhaltenswertes Gebäude     |    |
|                | Wohn- und Geschäftshaus Lange Gasse 40                                                 | Tübingen, Lange Gasse 40 (Karte)                       | 1884/85                                 | Erhaltenswertes Gebäude     |    |
|                | Wohnhaus mit Ladeneinbau Lange Gasse 42                                                | Tübingen, Lange Gasse 42 (Karte)                       | vor 1500                                | Geschützt nach § 2 DSchG    |    |
| Weitere Bilder | Wohnhaus mit Ladeneinbau Lange Gasse 44                                                | Tübingen, Lange Gasse 44 (Karte)                       | frühes 18. Jahrhundert                  | Erhaltenswertes Gebäude     |    |
| Weitere Bilder | Wohnhaus Lange Gasse 46                                                                | Tübingen, Lange Gasse 46 (Karte)                       | um 1700                                 | Geschützt nach § 2 DSchG    |    |
|                | Hinterhaus Lange Gasse 50                                                              | Tübingen, Lange Gasse 50 (Karte)                       | im Kern 18. Jahrhundert                 | Erhaltenswertes Gebäude     | BW |
| Weitere Bilder | Wohnhaus mit Gaststätte „Zum Gutenberg“ Lange Gasse 52                                 | Tübingen, Lange Gasse 52 (Karte)                       | 16./17. Jahrhundert                     | Erhaltenswertes Gebäude     |    |
|                | Wohnhaus Lange Gasse 60                                                                | Tübingen, Lange Gasse 60 (Karte)                       | um 1800                                 | Erhaltenswertes Gebäude     |    |
| Weitere Bilder | Wohnhaus mit Ladeneinbau, ehem. Scheune Lange Gasse 62                                 | Tübingen, Lange Gasse 62 (Karte)                       |                                         | Erhaltenswertes Gebäude     |    |
| Weitere Bilder | Wohn- und Geschäftshaus, ehem. Weingärtnerhaus Lange Gasse 64                          | Tübingen, Lange Gasse 64 (Karte)                       | im Kern 16. Jahrhundert                 | Geschützt nach § 2 DSchG    |    |
|                | Wohnhaus, ehem. Universitätslazarett Lazarettgasse 9                                   | Tübingen, Lazarettgasse 9 (Karte)                      | im Kern 16. Jahrhundert                 | Geschützt nach § 2 DSchG    |    |
|                | Wohnhaus Lazarettgasse 15                                                              | Tübingen, Lazarettgasse 15 (Karte)                     | 17. Jahrhundert                         | Geschützt nach § 2 DSchG    |    |
|                | Wohnhaus mit Werkstatt u. Laden Lazarettgasse 19                                       | Tübingen, Lazarettgasse 19 (Karte)                     | 2. Hälfte des 19. Jahrhunderts          | Erhaltenswertes Gebäude     |    |
| Weitere Bilder | Wohnhaus Madergasse 2                                                                  | Tübingen, Madergasse 2 (Karte)                         | im Kern 18. Jahrhundert                 | Erhaltenswertes Gebäude     |    |
|                | Wohnhaus Madergasse 3                                                                  | Tübingen, Madergasse 3 (Karte)                         | im Kern 18. Jahrhundert                 | Erhaltenswertes Gebäude     |    |
|                | Lagergebäude bzw. Kellerhaus, Madergasse 5/1                                           | Tübingen, Madergasse 5/1 (Karte)                       | nach 1870                               | Erhaltenswertes Gebäude     |    |
| Weitere Bilder | Wohnhaus, ehem. Gaststätte Madergasse 5                                                | Tübingen, Madergasse 5 (Karte)                         | vor 1819                                | Erhaltenswertes Gebäude     |    |
| Weitere Bilder | Sog. Bürgerhaus, ehem. private Scheune Madergasse 7 und Salzstadelgasse 4              | Tübingen, Madergasse 7 und Salzstadelgasse 4 (Karte)   | 1579                                    | Geschützt nach § 2 DSchG    |    |
| Weitere Bilder | Wohnhaus Madergasse 8                                                                  | Tübingen, Madergasse 8 (Karte)                         | 19. Jahrhundert                         | Erhaltenswertes Gebäude     |    |
| Weitere Bilder | Wohnhaus Madergasse 10                                                                 | Tübingen, Madergasse 10 (Karte)                        | 16. Jahrhundert                         | Erhaltenswertes Gebäude     |    |
|                | Wohnhaus, ehem. Weingärtnerhaus Madergasse 12                                          | Tübingen, Madergasse 12                                | 15. Jahrhundert                         | Geschützt nach § 2 DSchG    |    |
|                | Wohnhaus, ehem. Weingärtnerhaus Madergasse 14                                          | Tübingen, Madergasse 14 (Karte)                        | um 1500                                 | Geschützt nach § 2 DSchG    |    |
| Weitere Bilder | Wohnhaus Madergasse 16                                                                 | Tübingen, Madergasse 16 (Karte)                        |                                         | Erhaltenswertes Gebäude     |    |
|                | Wohnhaus, ehemals Wohn- und Wirtschaftsgebäude Madergasse 18                           | Tübingen, Madergasse 18 (Karte)                        | um 1500                                 | Erhaltenswertes Gebäude     |    |
| Weitere Bilder | Wohnhaus mit Ladeneinbau Marktgasse 1                                                  | Tübingen, Marktgasse 1 (Karte)                         | 1540                                    | Geschützt nach § 2 DSchG    |    |
| Weitere Bilder | Wohnhäuser mit Ladeneinbauten Marktgasse 3 und 5                                       | Tübingen, Marktgasse 3 und 5 (Karte)                   | 1525                                    | Erhaltenswertes Gebäude     |    |
|                | Wohnhaus mit Ladeneinbauten Marktgasse 4 (vormalig 4 und 6)                            | Tübingen, Marktgasse 4 (vormalig 4 und 6) (Karte)      | 1564                                    | Geschützt nach § 2 DSchG    |    |
|                | Wohnhaus mit Ladeneinbau Marktgasse 7                                                  | Tübingen, Marktgasse 7 (Karte)                         | nach 1540                               | Geschützt nach § 2 DSchG    |    |
| Weitere Bilder | Wohnhaus mit Ladeneinbau Marktgasse 9                                                  | Tübingen, Marktgasse 9 (Karte)                         | nach 1540                               | Erhaltenswertes Gebäude     |    |
|                | Wohnhaus mit Ladeneinbau Marktgasse 12                                                 | Tübingen, Marktgasse 12 (Karte)                        | nach 1540                               | Erhaltenswertes Gebäude     |    |
| Weitere Bilder | Wohnhaus mit Ladeneinbau Marktgasse 14                                                 | Tübingen, Marktgasse 14 (Karte)                        | im Kern spätmittelalterlich             | Erhaltenswertes Gebäude     |    |
| Weitere Bilder | Wohnhaus mit Laden; ehem. Wirtschaft "Zum Hahnen" Marktgasse 15 (mit 11)               | Tübingen, Marktgasse 15 (mit 11) (Karte)               | im Kern Ende 16./Anfang 17. Jahrhundert | Erhaltenswertes Gebäude     |    |
| Weitere Bilder | Wohnhaus mit Ladeneinbau Marktgasse 17                                                 | Tübingen, Marktgasse 17 (Karte)                        | 17. Jahrhundert                         | Geschützt nach § 2 DSchG    |    |
|                | Wohnhaus Mauerstraße 1                                                                 | Tübingen, Mauerstraße 1 (Karte)                        | Gründerzeit                             | Erhaltenswertes Gebäude     |    |
|                | Wohnhaus, interkulturelles Mehrgenerationenhaus (InFö) Mauerstraße 2                   | Tübingen, Mauerstraße 2 (Karte)                        | Gründerzeit                             | Erhaltenswertes Gebäude     |    |
|                | Wohnhaus mit Ladeneinbau Metzgergasse 1                                                | Tübingen, Metzgergasse 1 (Karte)                       | Mitte des 16. Jahrhunderts              | Geschützt nach § 2 DSchG    |    |
|                | Wohnhaus mit Ladeneinbau Metzgergasse 2                                                | Tübingen, Metzgergasse 2 (Karte)                       | um 1788                                 | Geschützt nach § 2 DSchG    |    |
|                | Wohnhaus mit Laden Metzgergasse 8                                                      | Tübingen, Metzgergasse 8 (Karte)                       | 1791                                    | Erhaltenswertes Gebäude     |    |
|                | Ehem. Magazingebäude zu Neue Straße 13 Metzgergasse 8/1                                | Tübingen, Metzgergasse 8/1                             | um 1792                                 | Erhaltenswertes Gebäude     |    |
| Weitere Bilder | Geschäftshaus, wohl ehem. Ackerbürgerhaus Metzgergasse 25                              | Tübingen, Metzgergasse 25 (Karte)                      | 1751                                    | Erhaltenswertes Gebäude     |    |
|                | Wohnhaus mit Ladeneinbau Metzgergasse 31                                               | Tübingen, Metzgergasse 31 (Karte)                      | vor 1500                                | Geschützt nach § 2 DSchG    |    |
|                | Geschäftshaus, ehem. Wohnhaus Metzgergasse 33                                          | Tübingen, Metzgergasse 33 (Karte)                      | Mitte des 15. Jahrhunderts              | Geschützt nach § 2 DSchG    |    |
| Weitere Bilder | Wohn- und Geschäftshaus Metzgergasse 37                                                | Tübingen, Metzgergasse 37 (Karte)                      | 1789                                    | Erhaltenswertes Gebäude     |    |
|                | Wohnhaus Mordiogäßle 1                                                                 | Tübingen, Mordiogäßle 1 (Karte)                        | um 1500                                 | Geschützt nach § 2 DSchG    |    |
| Weitere Bilder | Wohnhaus Mordiogäßle 2                                                                 | Tübingen, Mordiogäßle 2 (Karte)                        | Ende des 19. Jahrhunderts               | Erhaltenswertes Gebäude     |    |
| Weitere Bilder | Wohnhaus mit Anbau Mordiogäßle 4 und 4/2                                               | Tübingen, Mordiogäßle 4 und 4/2 (Karte)                | im Kern wohl 18./19. Jahrhundert        | Erhaltenswertes Gebäude     |    |
|                | Wohnhaus Mordiogäßle 5                                                                 | Tübingen, Mordiogäßle 5 (Karte)                        | wohl 18./19. Jahrhundert                | Erhaltenswertes Gebäude     |    |
|                | Wohnhaus Mordiogäßle 6                                                                 | Tübingen, Mordiogäßle 6 (Karte)                        | wohl 18./19. Jahrhundert                | Erhaltenswertes Gebäude     |    |
|                | Wohnhäuser Mordiogäßle 7 und Seelhausgasse 14                                          | Tübingen, Mordiogäßle 7 und Seelhausgasse 14 (Karte)   | 1904                                    | Erhaltenswertes Gebäude     |    |
| Weitere Bilder | Wohnhaus Mordiogäßle 8                                                                 | Tübingen, Mordiogäßle 8 (Karte)                        | im Kern wohl 18./19. Jahrhundert        | Erhaltenswertes Gebäude     |    |
| Weitere Bilder | Stützmauer mit Inschriftentafel, bez. 1885                                             | Tübingen, Mühlstraße (Flst.Nr. 0-149, 0-498/9) (Karte) | 1885                                    | Geschützt nach § 2 DSchG    |    |
| Weitere Bilder | Wohn- und Geschäftshaus Mühlstraße 10                                                  | Tübingen, Mühlstraße 10 (Karte)                        | 1902                                    | Geschützt nach § 2 DSchG    |    |
| Weitere Bilder | Wohn- und Geschäftshaus Mühlstraße 12                                                  | Tübingen, Mühlstraße 12 (Karte)                        | Frühes 20. Jahrhundert                  | Geschützt nach § 2 DSchG    |    |
| Weitere Bilder | Wohn- und Geschäftshaus Mühlstraße 14                                                  | Tübingen, Mühlstraße 14 (Karte)                        | 1902                                    | Geschützt nach § 2 DSchG    |    |
| Weitere Bilder | Wohn- und Geschäftshaus Mühlstraße 16                                                  | Tübingen, Mühlstraße 16 (Karte)                        | 1903                                    | Geschützt nach § 2 DSchG    |    |
| Weitere Bilder | Wohn- und Geschäftshaus Mühlstraße 18                                                  | Tübingen, Mühlstraße 18 (Karte)                        | 1901                                    | Geschützt nach § 2 DSchG    |    |
| Weitere Bilder | Wohn- und Geschäftshaus Mühlstraße 20                                                  | Tübingen, Mühlstraße 20 (Karte)                        | 1900                                    | Geschützt nach § 2 DSchG    |    |
|                | Wohnhaus mit Ladeneinbau, ehem. Gasthaus Waldhorn                                      | Tübingen, Münzgasse 1 (Karte)                          | 16. Jahrhundert                         | Geschützt nach § 2 DSchG    |    |
|                | Wohnhaus mit Ladeneinbau Münzgasse 2                                                   | Tübingen, Münzgasse 2 (Karte)                          | um 1500                                 | Geschützt nach § 2 DSchG    |    |
|                | Wohnhaus mit Ladeneinbau Münzgasse 3                                                   | Tübingen, Münzgasse 3 (Karte)                          |                                         | Geschützt nach § 2 DSchG    |    |
|                | Wohnhaus mit Ladeneinbau Münzgasse 4                                                   | Tübingen, Münzgasse 4 (Karte)                          | Ende 15. Jahrhundert                    | Geschützt nach § 2 DSchG    |    |
|                | Wohnhaus mit Ladeneinbau Münzgasse 5                                                   | Tübingen, Münzgasse 5 (Karte)                          | Frühes 16. Jahrhundert                  | Erhaltenswertes Gebäude     |    |
|                | Wohnhaus mit Ladeneinbau Münzgasse 6                                                   | Tübingen, Münzgasse 6 (Karte)                          | im Kern 15. Jahrhundert                 | Geschützt nach § 2 DSchG    |    |
|                | Wohnhaus, ehem. Blaubeurer Pfleghof, Patrizierhof und Gasthaus Münzgasse 7             | Tübingen, Münzgasse 7 (Karte)                          | im Kern vor 1412                        | Geschützt nach § 2 DSchG    |    |
|                | Wohnhaus, ehem. Handwerkerhaus Münzgasse 8                                             | Tübingen, Münzgasse 8 (Karte)                          | im Kern 15. Jahrhundert                 | Geschützt nach § 2 DSchG    |    |
|                | Wohnhaus, Stammhaus Buchhandlung Osiander Münzgasse 9                                  | Tübingen, Münzgasse 9 (Karte)                          | 1780                                    | Geschützt nach § 2 DSchG    |    |
|                | Wohnhaus, ehem. Patrizierhaus Münzgasse 10                                             | Tübingen, Münzgasse 10 (Karte)                         | 1584                                    | Geschützt nach § 2 DSchG    |    |
|                | Wohnhaus, ehem. Propstei und Kanzellariat Münzgasse 11                                 | Tübingen, Münzgasse 11 (Karte)                         | 1624                                    | Geschützt nach § 2 DSchG    |    |
|                | Wohnhaus Münzgasse 12                                                                  | Tübingen, Münzgasse 12 (Karte)                         | 16. Jahrhundert                         | Geschützt nach § 2 DSchG    |    |
| Weitere Bilder | Studentenwohnheim, sog. "Stipendium Martinianum"                                       | Tübingen, Münzgasse 13 (Karte)                         | 1662-1665                               | Geschützt nach § 2 DSchG    |    |
|                | Hofstätte, ehem. Patrizierhof mit Innenhof und Mauer Münzgasse 14 und 16               | Tübingen, Münzgasse 14 und 16 (Karte)                  | 1548                                    | Geschützt nach § 2 DSchG    |    |
| Weitere Bilder | Wohnhaus mit Buchhandlung, sog. "Cottahaus" Münzgasse 15                               | Tübingen, Münzgasse 15 (Karte)                         | 1624                                    | Geschützt nach § 2 DSchG    |    |
| Weitere Bilder | Wohnhaus mit Gaststätte Münzgasse 17                                                   | Tübingen, Münzgasse 17 (Karte)                         | 1624                                    | Geschützt nach § 2 DSchG    |    |
|                | Wohnhaus, sog. "Klösterle" Münzgasse 18                                                | Tübingen, Münzgasse 18 (Karte)                         | 1490                                    | Geschützt nach § 2 DSchG    |    |
|                | Melanchthonschule, eh. Kollegiengeb. der jurist. Fakultät mit Karzer Münzgasse 20      | Tübingen, Münzgasse 20 (Karte)                         | 1491                                    | Geschützt nach § 2 DSchG    |    |
| Weitere Bilder | Universitätsgebäude Münzgasse 22, 24, 26, 28                                           | Tübingen, Münzgasse 22, 24, 26, 28 (Karte)             | frühes 17. Jahrhundert                  | Geschützt nach § 2 DSchG    |    |
| Weitere Bilder | Aula Nova, sog. "Alte Aula"                                                            | Tübingen, Münzgasse 30 (Karte)                         | 1547                                    | Geschützt nach § 28 DSchG   |    |
| Weitere Bilder | Stiftskirche                                                                           | Tübingen, Münzgasse 32 (Karte)                         | erbaut 1470–90                          |                             |    |
|                | Wohnhaus, ehem. Badhaus, sog. Neckarbad                                                | Tübingen, Neckarbad 6 (und 6/1) (Karte)                | 1410                                    | Geschützt nach § 2 DSchG    |    |
| Weitere Bilder | Wohn- und Geschäftshaus, sog. Wurstpalast Neckargasse 1 und 1/1                        | Tübingen, Neckargasse 1 und 1/1 (Karte)                | um 1900                                 | Erhaltenswertes Gebäude     |    |
| Weitere Bilder | Wohnhaus mit Ladeneinbau (mit Stadtmauer) Neckargasse 2 und 4                          | Tübingen, Neckargasse 2 und 4 (Karte)                  | 1584                                    | Geschützt nach § 2 DSchG    |    |
|                | Wohnhaus mit Ladeneinbau und Hinterhaus (nicht einsehbar) Neckargasse 3                | Tübingen, Neckargasse 3 (Karte)                        | um 1900                                 | Erhaltenswertes Gebäude     |    |
| Weitere Bilder | Wohnhaus mit Ladeneinbau Neckargasse 4/1                                               | Tübingen, Neckargasse 4/1 (Karte)                      | nach 1819                               | Erhaltenswertes Gebäude     |    |
|                | Wohnhaus mit Ladeneinbau Neckargasse 5                                                 | Tübingen, Neckargasse 5 (Karte)                        | 1935                                    | Erhaltenswertes Gebäude     |    |
| Weitere Bilder | Wohnhaus mit Ladeneinbau (mit Stadtmauer) Neckargasse 6                                | Tübingen, Neckargasse 6 (Karte)                        | im Kern wohl um 1500                    | Geschützt nach § 2 DSchG    |    |
|                | Wohnhaus mit Ladeneinbau Neckargasse 7                                                 | Tübingen, Neckargasse 7 (Karte)                        | spätmittelalterlich-frühneuzeitlich     | Erhaltenswertes Gebäude     |    |
| Weitere Bilder | Wohnhaus mit Ladeneinbau (mit Stadtmauer) Neckargasse 8                                | Tübingen, Neckargasse 8 (Karte)                        | im Kern 16. Jahrhundert                 | Geschützt nach § 2 DSchG    |    |
|                | Wohnhaus mit Ladeneinbau Neckargasse 9                                                 | Tübingen, Neckargasse 9 (Karte)                        | im Kern um 1655                         | Erhaltenswertes Gebäude     |    |
| Weitere Bilder | Wohnhaus mit Ladeneinbau (mit Stadtmauer) Neckargasse 10                               | Tübingen, Neckargasse 10 (Karte)                       | im Kern 17. Jahrhundert                 | Erhaltenswertes Gebäude     |    |
|                | Wohnhaus mit Ladeneinbau (mit Stadtmauer) Neckargasse 12                               | Tübingen, Neckargasse 12 (Karte)                       | 1786                                    | Geschützt nach § 2 DSchG    |    |
|                | Wohnhaus mit Ladeneinbau Neckargasse 13                                                | Tübingen, Neckargasse 13 (Karte)                       | vor 1638                                | Erhaltenswertes Gebäude     |    |
| Weitere Bilder | Wohnhaus mit Ladeneinbau (mit Stadtmauer) Neckargasse 14                               | Tübingen, Neckargasse 14 (Karte)                       | 2. Hälfte 16. Jahrhundert               | Geschützt nach § 2 DSchG    |    |
|                | Wohnhaus mit Ladeneinbau Neckargasse 15 und 15/1                                       | Tübingen, Neckargasse 15 und 15/1 (Karte)              | 1446                                    | Geschützt nach § 2 DSchG    |    |
| Weitere Bilder | Wohnhaus mit Ladeneinbau Neckargasse 19                                                | Tübingen, Neckargasse 19 (Karte)                       | 1750                                    | Geschützt nach § 2 DSchG    |    |
|                | Wohnhaus mit Ladeneinbau (mit Stadtmauer) Neckargasse 25                               | Tübingen, Neckargasse 25 (Karte)                       | Frühes 16. Jahrhundert                  | Geschützt nach § 2 DSchG    |    |
| Weitere Bilder | Wohnhaus, sog. Neues Ephorat, Teil des ev.-theolog. Seminars                           | Tübingen, Neckarhalde 1 (Karte)                        | im Kern mittelalterlich                 | Geschützt nach § 28 DSchG   |    |
| Weitere Bilder | Ehem. Kanzlei der Reichsritterschaft, heute Hotel Hospiz                               | Tübingen, Neckarhalde 2 (Karte)                        |                                         | Geschützt nach § 2 DSchG    |    |
|                | Wohnhaus (mit Stadtmauer) Neckarhalde 3                                                | Tübingen, Neckarhalde 3 (Karte)                        | 16. Jahrhundert                         | Geschützt nach § 2 DSchG    |    |
|                | Wohnhaus mit Ladeneinbau Neckarhalde 4                                                 | Tübingen, Neckarhalde 4 (Karte)                        | 18. Jahrhundert                         | Erhaltenswertes Gebäude     |    |
| Weitere Bilder | Wohnhaus (mit Stadtmauer) Neckarhalde 5                                                | Tübingen, Neckarhalde 5 (Karte)                        | um 1600                                 | Geschützt nach § 2 DSchG    |    |
|                | Wohnhaus mit Ladeneinbau Neckarhalde 6                                                 | Tübingen, Neckarhalde 6 (Karte)                        | 18. / 19. Jahrhundert                   | Erhaltenswertes Gebäude     |    |
| Weitere Bilder | Wohnhaus (mit Stadtmauer) Neckarhalde 7                                                | Tübingen, Neckarhalde 7 (Karte)                        | 1824                                    | Geschützt nach § 2 DSchG    |    |
| Weitere Bilder | Wohnhaus mit Ladeneinbau, ehem. "Feuchtei" Neckarhalde 8                               | Tübingen, Neckarhalde 8 (Karte)                        | vor 1620                                | Erhaltenswertes Gebäude     |    |
|                | Wohnhaus (mit Stadtmauer) Neckarhalde 9                                                | Tübingen, Neckarhalde 9 (Karte)                        | im Kern 15. Jahrhundert                 | Geschützt nach § 2 DSchG    |    |
|                | Wohnhaus Neckarhalde 10                                                                | Tübingen, Neckarhalde 10 (Karte)                       | im Kern 15. Jahrhundert                 | Geschützt nach § 2 DSchG    |    |
|                | Wohnhaus (mit Stadtmauer) Neckarhalde 11                                               | Tübingen, Neckarhalde 11 (Karte)                       | 16. Jahrhundert                         | Geschützt nach § 2 DSchG    |    |
| Weitere Bilder | Wohnhaus (mit ehem. Werkstatt) Neckarhalde 12                                          | Tübingen, Neckarhalde 12 (Karte)                       | im Kern 16. Jahrhundert                 | Geschützt nach § 2 DSchG    |    |
|                | Wohnhaus (mit Stadtmauer) Neckarhalde 13                                               | Tübingen, Neckarhalde 13 (Karte)                       | vor 1643                                | Geschützt nach § 2 DSchG    |    |
| Weitere Bilder | Wohnhaus mit Gasthaus Traube Neckarhalde 14                                            | Tübingen, Neckarhalde 14 (Karte)                       | Frühes 16. Jahrhundert                  | Geschützt nach § 2 DSchG    |    |
| Weitere Bilder | Wohnhaus (mit Stadtmauer) Neckarhalde 15                                               | Tübingen, Neckarhalde 15 (Karte)                       | im Kern vor 1500                        | Geschützt nach § 2 DSchG    |    |
|                | Wohnhaus mit Ladeneinbauten, ehem. Handwerkerhaus Neckarhalde 16 und 18                | Tübingen, Neckarhalde 16 und 18 (Karte)                | im Kern 15. Jahrhundert                 | Geschützt nach § 2 DSchG    |    |
| Weitere Bilder | Wohnhaus (mit Stadtmauer) Neckarhalde 17                                               | Tübingen, Neckarhalde 17 (Karte)                       | 18. Jahrhundert                         | Erhaltenswertes Gebäude     |    |
|                | Wohnhaus (mit Stadtmauer) Neckarhalde 19                                               | Tübingen, Neckarhalde 19 (Karte)                       | 1877/1878                               | Erhaltenswertes Gebäude     |    |
|                | Wohnhaus mit Ladeneinbau Neckarhalde 20                                                | Tübingen, Neckarhalde 20 (Karte)                       | im Kern vor 1500                        | Geschützt nach § 2 DSchG    |    |
| Weitere Bilder | Wohnhaus mit Rückgebäude ehem. Handwerkerhaus Neckarhalde 22                           | Tübingen, Neckarhalde 22 (Karte)                       | vor 1522                                | Geschützt nach § 2 DSchG    |    |
|                | Wohnhaus (mit Stadtmauer) Neckarhalde 23                                               | Tübingen, Neckarhalde 23 (Karte)                       | um 1877                                 | Geschützt nach § 2 DSchG    |    |
| Weitere Bilder | Wohnhaus, Geburtshaus von Ludwig Uhland Neckarhalde 24                                 | Tübingen, Neckarhalde 24 (Karte)                       | 1777                                    | Geschützt nach § 12 DSchG   |    |
| Weitere Bilder | Wohnhaus mit Garten Neckarhalde 25                                                     | Tübingen, Neckarhalde 25 (Karte)                       | 1825                                    | Geschützt nach § 2 DSchG    |    |
|                | Wohnhaus Neckarhalde 26                                                                | Tübingen, Neckarhalde 26 (Karte)                       | in Kern 18. Jahrhundert                 | Erhaltenswertes Gebäude     |    |
|                | Wohnhaus mit Garten, heute evangelisches Dekanat Neckarhalde 27                        | Tübingen, Neckarhalde 27 (Karte)                       | 1844/55                                 | Geschützt nach § 2 DSchG    |    |
|                | Sog. Diebsturm, Teil der Stadtbefestigung Neckarhalde 27/1                             | Tübingen, Neckarhalde 27/1                             | 13./14. Jahrhundert                     | Geschützt nach § 28 DSchG   |    |
| Weitere Bilder | (Doppel)Wohnhaus mit Laden Neckarhalde 28                                              | Tübingen, Neckarhalde 28 (Karte)                       | 1826                                    | Erhaltenswertes Gebäude     |    |
| Weitere Bilder | Wohnhaus, ehem. Oberamtsgericht (mit Befestigungsteilen)                               | Tübingen, Neckarhalde 30 (Karte)                       | um 1800                                 | Geschützt nach § 2 DSchG    |    |
|                | Brunnen Neckarhalde bei 30                                                             | Tübingen, Neckarhalde bei 30                           |                                         | Erhaltenswertes Kleinobjekt |    |
| Weitere Bilder | Wohnhaus mit Garten und Pavillon Neckarhalde 31                                        | Tübingen, Neckarhalde 31 (Karte)                       | 1868                                    | Geschützt nach § 2 DSchG    |    |
| Weitere Bilder | Wohnhaus mit Garten, Gartenhaus und Remise Neckarhalde 32, 32/1, 34                    | Tübingen, Neckarhalde 32, 32/1, 34 (Karte)             | 1829/30                                 | Geschützt nach § 2 DSchG    |    |
| Weitere Bilder | Brunnen                                                                                | Tübingen, Neckarhalde bei 32                           |                                         | Geschützt nach § 2 DSchG    |    |
|                | Wohnhaus samt Garten, Gartenhaus (32/2) und Einfriedung Neckarhalde 33, 33/2           | Tübingen, Neckarhalde 33, 33/2 (Karte)                 | 1824/25                                 | Geschützt nach § 2 DSchG    |    |
|                | Wohnhaus Neckarhalde 36                                                                | Tübingen, Neckarhalde 36 (Karte)                       | 1876                                    | Geschützt nach § 2 DSchG    |    |
|                | Wohnhaus Neckarhalde 38                                                                | Tübingen, Neckarhalde 38 (Karte)                       | Ende 19. Jahrhundert                    | Erhaltenswertes Gebäude     |    |
| Weitere Bilder | Wohnhaus und Schülerhort, ehem. Gartenhaus Neckarhalde 40                              | Tübingen, Neckarhalde 40 (Karte)                       | vor 1853                                | Erhaltenswertes Gebäude     |    |
|                | Wohn- und Geschäftshaus, ehem. Kreisgericht und Offizierskasino                        | Tübingen, Neue Straße 1 (Karte)                        | 1829                                    | Geschützt nach § 2 DSchG    |    |
|                | Wohnhaus mit Ladeneinbau Neue Straße 2                                                 | Tübingen, Neue Straße 2 (Karte)                        | 1790                                    | Erhaltenswertes Gebäude     |    |
|                | Wohnhaus mit Ladeneinbau, ehem. Café mit Art-Deco Einrichtung Neue Straße 4            | Tübingen, Neue Straße 4 (Karte)                        | 1790                                    | Geschützt nach § 2 DSchG    |    |
|                | Wohn- und Geschäftshaus, sog. Trappsche Apotheke Neue Straße 5                         | Tübingen, Neue Straße 5 (Karte)                        | 1790                                    | Erhaltenswertes Gebäude     |    |
|                | Wohnhaus mit Ladeneinbau Neue Straße 6                                                 | Tübingen, Neue Straße 6 (Karte)                        | 1792                                    | Erhaltenswertes Gebäude     |    |
|                | Wohn- und Geschäftshaus, ehem. Marstall, dann Postamt Neue Straße 7, Hafenstraße 5     | Tübingen, Neue Straße 7, Hafenstraße 5 (Karte)         | 1574                                    | Erhaltenswertes Gebäude     |    |
|                | Wohnhaus mit Ladeneinbau Neue Straße 8                                                 | Tübingen, Neue Straße 8 (Karte)                        | 1790                                    | Erhaltenswertes Gebäude     |    |
|                | Wohnhaus mit Gaststätte, nördl. Hälfte des hzgl. Marstalls Neue Straße 9               | Tübingen, Neue Straße 9                                | 1789                                    | Erhaltenswertes Gebäude     |    |
| Weitere Bilder | Wohnhaus mit Ladeneinbau Neue Straße 10                                                | Tübingen, Neue Straße 10 (Karte)                       | 1789                                    | Geschützt nach § 2 DSchG    |    |
|                | Wohn- und Geschäftshaus Neue Straße 11                                                 | Tübingen, Neue Straße 11 (Karte)                       | 1792                                    | Erhaltenswertes Gebäude     |    |
|                | Wohn- und Geschäftshaus, ehem. Wohnhaus von D. Friedr. List Neue Straße 12             | Tübingen, Neue Straße 12 (Karte)                       | 1790                                    | Erhaltenswertes Gebäude     |    |
|                | Wohnhaus mit Laden Neue Straße 13                                                      | Tübingen, Neue Straße 13 (Karte)                       | 1789                                    | Erhaltenswertes Gebäude     |    |
|                | Wohnhaus mit Laden Neue Straße 14                                                      | Tübingen, Neue Straße 14 (Karte)                       | 1791                                    | Erhaltenswertes Gebäude     |    |
|                | Wohnhaus mit Laden, ehem. Thurn und Taxisches Postamt Neue Straße 15                   | Tübingen, Neue Straße 15 (Karte)                       | 1792                                    | Erhaltenswertes Gebäude     |    |
|                | Wohnhaus mit Laden Neue Straße 16                                                      | Tübingen, Neue Straße 16 (Karte)                       | 1789                                    | Erhaltenswertes Gebäude     |    |
|                | Wohnhaus mit Laden, ehem. Wohnhaus von Schillers "Laura" Neue Straße 18                | Tübingen, Neue Straße 18 (Karte)                       | 1796                                    | Erhaltenswertes Gebäude     |    |
| Weitere Bilder | Wohnhaus Neustadtgasse 1                                                               | Tübingen, Neustadtgasse 1 (Karte)                      | 1876                                    | Erhaltenswertes Gebäude     |    |
| Weitere Bilder | Wohnhaus mit Ladeneinbau Neustadtgasse 3                                               | Tübingen, Neustadtgasse 3 (Karte)                      | frühes 16. Jahrhundert                  | Geschützt nach § 2 DSchG    |    |
| Weitere Bilder | Wohnhaus, Bürgerhaus Neustadtgasse 4                                                   | Tübingen, Neustadtgasse 4 (Karte)                      | um 1600                                 | Geschützt nach § 2 DSchG    |    |
| Weitere Bilder | Wohnhaus, ehem. Weingärtnerhaus Neustadtgasse 5                                        | Tübingen, Neustadtgasse 5 (Karte)                      | um 1775                                 | Erhaltenswertes Gebäude     |    |
|                | Wohnhaus, ehem. Weingärtnerhaus Neustadtgasse 7                                        | Tübingen, Neustadtgasse 7 (Karte)                      | um 1775                                 | Erhaltenswertes Gebäude     |    |
| Weitere Bilder | Wohnhaus, ehem. Stall, dann Werkstattgebäude Neustadtgasse 8                           | Tübingen, Neustadtgasse 8 (Karte)                      | vor 1620                                | Geschützt nach § 2 DSchG    |    |
| Weitere Bilder | Wohnhaus, ehem. Weingärternanwesen Neustadtgasse 9                                     | Tübingen, Neustadtgasse 9 (Karte)                      | im Kern vielleicht noch 15. Jahrhundert | Erhaltenswertes Gebäude     |    |
| Weitere Bilder | Wohnhaus, ehem. Almosenhaus, auch bez. Als "altes Rathaus" Neustadtgasse 10            | Tübingen, Neustadtgasse 10 (Karte)                     | 1481                                    | Geschützt nach § 2 DSchG    |    |
| Weitere Bilder | Wohnhaus mit Gaststätte, ehem. Handwerkerhaus Neustadtgasse 11                         | Tübingen, Neustadtgasse 11 (Karte)                     | vor 1622                                | Erhaltenswertes Gebäude     |    |
|                | Werkstattgebäude, ehem. Färberwerkstatt Neustadtgasse 12                               | Tübingen, Neustadtgasse 12 (Karte)                     | 1768                                    | Geschützt nach § 2 DSchG    |    |
| Weitere Bilder | Wohn- und Geschäftshaus, ehem. Handwerkerhaus Neustadtgasse 15                         | Tübingen, Neustadtgasse 15 (Karte)                     | um 1600                                 | Geschützt nach § 2 DSchG    |    |
|                | Handwerkerhaus mit Ladeneinbau Neustadtgasse 16                                        | Tübingen, Neustadtgasse 16 (Karte)                     | vor 1500                                | Geschützt nach § 2 DSchG    |    |
|                | Wohnhaus mit Garageneinbauten, ehem. Scheuer Nonnengasse 1 und 1/1                     | Tübingen, Nonnengasse 1 und 1/1 (Karte)                | 1737                                    | Erhaltenswertes Gebäude     |    |
|                | Wohnhaus mit ehem. Bäckerei (-Werkstatt) Nonnengasse 3                                 | Tübingen, Nonnengasse 3 (Karte)                        | 1826                                    | Erhaltenswertes Gebäude     |    |
|                | Wohnhaus Nonnengasse 5                                                                 | Tübingen, Nonnengasse 5 (Karte)                        | Anfang 17. Jahrhunderts                 | Erhaltenswertes Gebäude     |    |
|                | Wohnhaus, ehem. wohl Spital Nonnengasse 8                                              | Tübingen, Nonnengasse 8 (Karte)                        | im Kern frühes 16. Jahrhundert          | Geschützt nach § 2 DSchG    |    |
| Weitere Bilder | Wohnhaus mit Laden, ehem. Wohnhaus Albert Knapps und Café Pfleghofstraße 1             | Tübingen, Pfleghofstraße 1 (Karte)                     | 1792                                    | Geschützt nach § 2 DSchG    |    |
| Weitere Bilder | Ehem. Pfleghof des Klosters Bebenhausen mit Marienkapelle Pfleghofstraße 2             | Tübingen, Pfleghofstraße 2 (Karte)                     | 1492                                    | Geschützt nach § 28 DSchG   |    |
|                | Wohnhaus mit Laden, ehem. Gasthaus "Farb" (auch "Haagei") Pfleghofstraße 3             | Tübingen, Pfleghofstraße 3 (Karte)                     | 1792                                    | Erhaltenswertes Gebäude     |    |
| Weitere Bilder | Wohnhaus mit Ladeneinbau Pfleghofstraße 4/1 und 4/2                                    | Tübingen, Pfleghofstraße 4/1 und 4/2 (Karte)           | 1792                                    | Erhaltenswertes Gebäude     |    |
| Weitere Bilder | Wohnhaus mit ehem. Konditoreiladen, dann Optiker Pfleghofstraße 5                      | Tübingen, Pfleghofstraße 5 (Karte)                     | 1791                                    | Erhaltenswertes Gebäude     |    |
|                | Wohnhaus mit Ladeneinbau Pfleghofstraße 6 und 6/1                                      | Tübingen, Pfleghofstraße 6 und 6/1 (Karte)             | um 1790                                 | Erhaltenswertes Gebäude     |    |
|                | mittelalterliche Gewölbekeller von ehem. Pfründhaus Pfleghofstraße 7 und 9             | Tübingen, Pfleghofstraße 7 und 9 (Karte)               | Mittelalter                             | Geschützt nach § 2 DSchG    |    |
| Weitere Bilder | Wohnhaus mit Gastwirtschaft Pfleghofstraße 10                                          | Tübingen, Pfleghofstraße 10 (Karte)                    | um 1790                                 | Erhaltenswertes Gebäude     |    |
| Weitere Bilder | Wohnhaus Pfleghofstraße 11                                                             | Tübingen, Pfleghofstraße 11 (Karte)                    | um 1792                                 | Erhaltenswertes Gebäude     |    |
| Weitere Bilder | Wohn- und Geschäftshaus mit mittelalterlichen Kellerräumen Pfleghofstraße 13           | Tübingen, Pfleghofstraße 13 (Karte)                    | um 1795                                 | Geschützt nach § 2 DSchG    |    |
|                | Verwaltungsgebäude, ehem. Wohnhäuser Rathausgasse 1                                    | Tübingen, Rathausgasse 1 (Karte)                       | 1415                                    | Geschützt nach § 2 DSchG    |    |
|                | Wohnhaus, ehem. Weingärtnerhaus mit gesondertem Kellerhals Rathausgasse 6              | Tübingen, Rathausgasse 6 (Karte)                       | 1744                                    | Geschützt nach § 2 DSchG    |    |
|                | Fassade und Dachstuhl Rathausgasse 13                                                  | Tübingen, Rathausgasse 13 (Karte)                      | 1975                                    | Erhaltenswertes Bauteil     |    |
| Weitere Bilder | Ev. Gemeindezentrum im sog. Bürgerhaus, ehem. private Scheune Salzstadelgasse 2        | Tübingen, Salzstadelgasse 2 (Karte)                    | um 1600                                 | Geschützt nach § 2 DSchG    |    |
| Weitere Bilder | Wohnhaus, ehem. Stall- und Scheunengebäude Salzstadelgasse 5                           | Tübingen, Salzstadelgasse 5 (Karte)                    | 1909                                    | Geschützt nach § 2 DSchG    |    |
| Weitere Bilder | Doppelhaus Salzstadelgasse 9 und 11                                                    | Tübingen, Salzstadelgasse 9 und 11 (Karte)             | 16./17. Jahrhundert                     | Erhaltenswertes Gebäude     |    |
| Weitere Bilder | Städtisches Altersheim, ehemaliges Spital Schmiedtorstraße 2                           | Tübingen, Schmiedtorstraße 2 (Karte)                   | 1816-1819                               | Geschützt nach § 2 DSchG    |    |
|                | Ehem. Waschhaus, Volksküche u. Industrieschule (bis 1870) Schmiedtorstraße 2/1         | Tübingen, Schmiedtorstraße 2/1                         | 1818                                    | Erhaltenswertes Gebäude     |    |
| Weitere Bilder | Gasthaus "Bären", ehem. Hofanlage wohl mit ehem. Sommerstube                           | Tübingen, Schmiedtorstraße 3 (Karte)                   | im Kern 16. Jahrhundert                 | Geschützt nach § 2 DSchG    |    |
| Weitere Bilder | Bürgerbüro, ehem. herzogl. Fruchtkasten u. Kelter, dann Schule Schmiedtorstraße 4      | Tübingen, Schmiedtorstraße 4 (Karte)                   | 1474                                    | Geschützt nach § 28 DSchG   |    |
| Weitere Bilder | Wohnhaus mit Gaststätte, Alte Weinstube Göhner                                         | Tübingen, Schmiedtorstraße 5 (Karte)                   | 2. Hälfte des 18. Jahrhunderts          | Erhaltenswertes Gebäude     |    |
|                | Wohnhaus mit Laden Schmiedtorstraße 6                                                  | Tübingen, Schmiedtorstraße 6 (Karte)                   | um 1819                                 | Erhaltenswertes Gebäude     |    |
|                | Wohn- und Geschäftshaus, ehem. Gasthaus Ochsen u. Posthalter Schmiedtorstraße 6/1      | Tübingen, Schmiedtorstraße 6/1 (Karte)                 | im Kern 16. Jahrhundert                 | Geschützt nach § 2 DSchG    |    |
|                | Wohnhaus mit Ladeneinbau Schmiedtorstraße 7                                            | Tübingen, Schmiedtorstraße 7 (Karte)                   | im Kern 16. Jahrhundert                 | Erhaltenswertes Gebäude     |    |
|                | Wohnhaus mit Ladeneinbau Schmiedtorstraße 10                                           | Tübingen, Schmiedtorstraße 10 (Karte)                  |                                         | Erhaltenswertes Gebäude     |    |
|                | Wohnhaus mit Ladeneinbau Schmiedtorstraße 15                                           | Tübingen, Schmiedtorstraße 15 (Karte)                  | um 1900                                 | Erhaltenswertes Gebäude     |    |
|                | Markthalle, ehem. Stiftsfruchtkasten, dann Kelter Schmiedtorstraße 17                  | Tübingen, Schmiedtorstraße 17 (Karte)                  | 1522                                    | Geschützt nach § 2 DSchG    |    |
| Weitere Bilder | Wohn- und Geschäftshaus, ehem. Oberes Diaconathaus Schulberg 4                         | Tübingen, Schulberg 4 (Karte)                          | 1560                                    | Geschützt nach § 2 DSchG    |    |
|                | Wohnhaus, ehem. Farrenstall vom Bebenhäuser Pfleghof Schulberg 6                       | Tübingen, Schulberg 6 (Karte)                          | 1492                                    | Geschützt nach § 2 DSchG    |    |
|                | Notariat, ehem. Lateinschule, dann Gymnasium und Realschule Schulberg 10               | Tübingen, Schulberg 10 (Karte)                         | im Kern 15. Jahrhundert                 | Geschützt nach § 2 DSchG    |    |
| Weitere Bilder | Liegenschaftsamt, ehem. Stadtwohnung der Bebenhäuser Äbte Schulberg 14                 | Tübingen, Schulberg 14 (Karte)                         | 1501                                    | Geschützt nach § 2 DSchG    |    |
| Weitere Bilder | Laufbrunnen am Ammerkanal Seelhausgasse (Flst.Nr. 0-270/1)                             | Tübingen, Seelhausgasse (Flst.Nr. 0-270/1) (Karte)     | Ende 19. Jahrhundert                    | Geschützt nach § 2 DSchG    |    |
| Weitere Bilder | Wohnhaus (mit Stadtmauer), ehem. Brauhaus Seelhausgasse 1                              | Tübingen, Seelhausgasse 1 (Karte)                      | 1796                                    | Erhaltenswertes Gebäude     |    |
|                | Wohnhaus mit ehem. Hopfentrockenhaus (mit Stadtmauer Seelhausgasse 11 und 11/1)        | Tübingen, Seelhausgasse 11 und 11/1 (Karte)            | um 1600                                 | Geschützt nach § 2 DSchG    |    |
| Weitere Bilder | Ackerbürgerhaus Seelhausgasse 13                                                       | Tübingen, Seelhausgasse 13 (Karte)                     | um 1800                                 | Geschützt nach § 2 DSchG    |    |
|                | Wohnhaus (mit Stadtmauer) Seelhausgasse 13/1                                           | Tübingen, Seelhausgasse 13/1 (Karte)                   | nach 1876                               | Erhaltenswertes Gebäude     |    |
| Weitere Bilder | Wohngebäude Seelhausgasse 15 und 17                                                    | Tübingen, Seelhausgasse 15 und 17 (Karte)              | um 1710                                 | Erhaltenswertes Gebäude     |    |
| Weitere Bilder | Wohngebäude Seelhausgasse 16 und 18                                                    | Tübingen, Seelhausgasse 16 und 18 (Karte)              |                                         | Erhaltenswertes Gebäude     |    |
|                | Wohnhaus Seelhausgasse 19                                                              | Tübingen, Seelhausgasse 19 (Karte)                     | 18./19. Jahrhundert                     | Erhaltenswertes Gebäude     |    |
|                | Wohnhaus, ehem. Seelhaus Seelhausgasse 25                                              | Tübingen, Seelhausgasse 25 (Karte)                     | 1703/04                                 | Erhaltenswertes Gebäude     |    |
|                | Wohnhaus Seelhausgasse 27                                                              | Tübingen, Seelhausgasse 27 (Karte)                     | 17. Jahrhundert                         | Erhaltenswertes Gebäude     |    |
| Weitere Bilder | Ehem. Handwerkeranwesen, heute wohl Wohnhaus und Kindergarten Stiefelhof 3             | Tübingen, Stiefelhof 3 (Karte)                         | im Kern 18./19. Jahrhundert             | Erhaltenswertes Gebäude     |    |
|                | Wohnhaus und Kindergarten Stiefelhof 5                                                 | Tübingen, Stiefelhof 5 (Karte)                         | 1742                                    | Geschützt nach § 2 DSchG    |    |
|                | Wohnhaus mit Werkstatt Stiefelhof 7                                                    | Tübingen, Stiefelhof 7 (Karte)                         | 1742                                    | Erhaltenswertes Gebäude     |    |
|                | Wohnhaus Urbangasse 2                                                                  | Tübingen, Urbangasse 2 (Karte)                         | 15. Jahrhundert                         | Geschützt nach § 2 DSchG    |    |
|                | Wohnhaus Urbangasse 6 und 6/2                                                          | Tübingen, Urbangasse 6 und 6/2 (Karte)                 |                                         | Erhaltenswertes Gebäude     |    |
|                | Wohnhaus mit Kino und Gaststätte, ehem. Brauereigaststätte Vor dem Haagtor 1/1 und 1/2 | Tübingen, Vor dem Haagtor 1/1 und 1/2 (Karte)          | 1839                                    | Geschützt nach § 2 DSchG    |    |
|                | Wohnhaus mit Gastronomiebetrieb Vor dem Haagtor 3                                      | Tübingen, Vor dem Haagtor 3 (Karte)                    | um 1860/70                              | Erhaltenswertes Gebäude     |    |
|                | Wohn- und Geschäftshaus Wienergäßle 1                                                  | Tübingen, Wienergäßle 1 (Karte)                        | 1817/18                                 | Erhaltenswertes Gebäude     |    |
| Weitere Bilder | Wirtshaus "Lichtenstein" Wienergäßle 2                                                 | Tübingen, Wienergäßle 2 (Karte)                        | 1518                                    | Geschützt nach § 2 DSchG    |    |
| Weitere Bilder | Wohn- und Geschäftshaus, ehem. Gasthaus Traube Wilhelmstraße 8                         | Tübingen, Wilhelmstraße 8 (Karte)                      | 1. Drittel des 19. Jahrhunderts         | Erhaltenswertes Gebäude     |    |